# 骑马坝乡
骑马坝乡，是中华人民共和国云南省红河哈尼族彝族自治州绿春县下辖的一个乡镇级行政单位。

## 行政区划
骑马坝乡下辖以下地区：
骑马坝村、玛玉村、哈育村、托河村、莫洛村、杯倮村、东龙村和坝嘎村。